# Ise (Norvège)
Ise est une localité de Sarpsborg de la municipalité de Sarpsborg, dans le comté d'Østfold, en Norvège.

## Description
Ise est située au bord du lac d'Isesjøen, à environ neuf kilomètres à l'est du centre de Sarpsborg. Ise a été reliée au réseau ferroviaire en 1882, lorsque la gare d'Ise a été achevée pour l'ouverture de la ligne Est du chemin de fer de la Ligne d'Østfold. La gare n'a pas de trafic régulier de passagers et de marchandises aujourd'hui. Cependant, la ligne de chemin de fer a été développée avec l'un des systèmes de signalisation les plus modernes du pays.